# Parque da Ponte
O Parque da Ponte, ou Parque de São João da Ponte, é um parque urbano da cidade de Braga, Portugal. O parque, localizado no fim da Avenida da Liberdade, está dividido em quatro partes, a parte exterior (a norte), a parte interior, o Complexo Desportivo da Ponte (a Este) e o Parque de Campismo da Ponte (a Sul). O parque é limitado a Norte pelo Rio Este e a Avenida Dr Francisco Pires Gonçalves, a Este e Sul pelo Monte do Picoto e a Avenida do Estádio, a Oeste pelo Parque de Exposições de Braga e Rio Este.
O Parque tem 24 mil m2 (área coberta de 729,80 m2 e área descoberta de 23.270,20 m2) e é composto, ao centro, pela Capela de São João Batista e respetivo alpendre, e ainda pelo logradouro da capela, por um cruzeiro, um edifício social, um coreto e um quiosque, alminhas e um lago.
Com projeto de arquitetura da autoria do arquiteto Sérgio Borges e arquitetura paisagista do arquiteto Carlos Arantes, a intervenção foi premiada com o IHRU de 2011, galardão de nível nacional para Espaços Públicos.
O Parque nasceu da expropriação, em 1911, da Quinta da Mitra, a antiga devesa dos arcebispos de Braga.
O topónimo advém da antiga ponte medieval sobre o Rio Este que fazia o trânsito para Guimarães (e cujas pedras foram reutilizadas na construção da atual travessia).

## Parte Exterior
A parte exterior do parque, a mais antiga, cresceu em torno da Capela de São João. É um espaço arborizado com jardins e lagos, possui um coreto, um cruzeiro, um parque Infantil, um auditório ao ar livre e um monumento evocativo ao 25 de Abril, que celebra a liberdade e democracia.
Para adornar a parte exterior em volta à Capela de São João, foram ali colocadas várias obras em pedra, sobejantes de renovações e demolições de palácios e conventos. Assim são vistos ali restos do Convento dos Remédios, de colunas, capitéis e vários outros ornatos em pedra
Todo este espaço está associado às festividades do São João, espaço esse, onde tradicionalmente se realiza o arraial de São João.
Em tempos, quando a água do Rio Este era límpida, as mulheres de Braga lavavam as roupas na margem do rio, onde posteriormente estendiam-nas na encosta do monte do Picoto.

## Parte Interior
A parte interior é uma prolongação da parte exterior, no entanto encontra-se dividida da parte exterior por um gradeamento proveniente do antigo Jardim Público que existiu na Avenida Central. Esta parte caracteriza-se por uma maior densidade em vegetação e um grande lago artificial.
A antiga estufa, situada nesta parte, foi restaurada e transformada para sede da videoteca Municipal de Braga, projeto da autoria do arquiteto Nuno Portela.

## Complexo Desportivo da Ponte
O Complexo Desportivo da Ponte nasceu com a construção do Estádio 28 de Maio em 1946. Mais tarde foi construído o Pavilhão Flávio Sá Leite, casa do Académico Basket Clube.
O complexo desportivo possui também uma piscina descoberta para a prática de natação.

## Parque de Campismo da Ponte
O parque de campismo, de gestão municipal, é o único na cidade.

## Renovação
Em 2010/2011 o Parque de São João, foi renovado com um investimento de cerca de dois milhões de euros na recriação de uma "zona de lazer" inserida em área urbana. A área, integrada no Parque da Ponte, foi alvo de uma tratamento paisagístico e ambiental sendo edificados ainda um conjunto de pequenos pavilhões destinados a associações de carácter social e a um restaurante, este parcialmente implantado sobre o lago
O parque foi dotado de estacionamento automóvel, foram renovadas infraestruturas elétricas e drenagem de águas pluviais, pavimentações e recriado o coberto arbóreo e arbustivo.
Foram ainda reconfigurados os canteiros da área e colocadas papeleiras e bebedouros.